# 大肛副獅子魚
大肛副獅子魚，為輻鰭魚綱鮋形目杜父魚亞目獅子魚科的其中一種，分布於南冰洋羅斯海海域，棲息深度950-1413公尺，體長可達18公分，為深海底棲性魚類，屬肉食性，生活習性不明。

## 擴展閱讀
維基物種上的相關：大肛副獅子魚